# Апенраде (повіт)
Апенра́де, або Апенра́дський пові́т (нім. Kreis Apenrade) — земельний повіт у Пруссії (1867—1871) та Німеччині (1871—1920). Повітовий центр — Апенраде. Розташовувався у Північному Шлезвігу (нині — південна частина Данії). Перебував у складі Шлезвіг-Гольштейської провінції (1867—1920). Створений 1867 року на основі управління і міста Апенраде як повіт. Входив до Шлезвізької урядової округи. У складі повіту перебувало 79 громад. Площа — 685,24 км². Населення — 32.416 осіб (1910); густота населення — 47 ос./км². Після поразки Німеччини у Першій Світовій війні відійшов Данії 1920 року за підсумками плебісциту.

## Історія
- 1868: створено повіт у складі Королівства Пруссія, Шлезвіг-Гольштейнська провінція, Шлезвігський урядовий округ.
- з 1871: Німецька імперія
- з 1918: Республіка
- Після поразки Німеччини у Першій Світовій війні країна уклала Версальський договір від 28 червня 1919 року, який вимагав провести на території Шлезвігу плебісцит населення про приналежність до Данії. 10 лютого 1920 року, під наглядом спостерігачів від представників Антанти, відбувся плебісцит у Північному Шлезвігу, так званій Зоні І, до якої входив Апенрадський повіт. 67,7% населення повіту (12.653 особи) проголосували за входження до складу Данії[1]. Проте більше половини населення повітового центру, міста Апенраде — 55,1% мешканців (2.725 осіб) — виявили бажання лишитися в Німеччині. 15 червня того ж року, всупереч волевиявленню апенрадців, весь Північний Шлезвіг, включно із Апенрадським повітом і містом перейшов під данський контроль[1].

## Населення
| Рік  | Осіб   | Лютерани     | Католики   | Юдеї       | Данці     |
| ---- | ------ | ------------ | ---------- | ---------- | --------- |
| 1890 | 27.332 | —            | 85 (0,31%) | 18 (0,07%) | більшість |
| 1900 | 29.324 | 29.013 (99%) | 187 (1%)   | —          | —         |
| 1910 | 32.416 | 31.927 (98%) | 365 (1%)   | —          | —         |